# 現代任侠史
『現代任侠史』（げんだいにんきょうし）は、1973年（昭和48年）10月27日（土曜日）に公開された日本映画。高倉健主演・石井輝男監督。東映京都撮影所製作、配給東映。

## 概要
高倉健の"新任侠路線"第一弾で、任侠映画10周年記念映画として宣伝された。高倉健・安藤昇・梶芽衣子の三大スター初共演。

## あらすじ
喧騒の1970年代。任侠の世界から足を洗い、寿司屋の主人になった男が、関西から進出して来た現代的組織のヤクザ勢力に昔世話になった一家が蹂躪されるのを見て再び立ち上がる。

## スタッフ
- 監督：石井輝男
- 企画：橋本慶一、日下部五朗、佐藤雅夫
- 脚本：橋本忍
- 撮影：古谷伸
- 照明：増田悦章
- 録音：溝口正義
- 美術：鈴木孝俊
- 音楽：木下忠司
- 助監督：皆川隆之
- 記録：梅津泰子
- 進行主任：俵坂孝宏
- 編集：宮本信太郎
- 装置：近藤幸一
- 装飾：宮川俊夫
- 美粧結髪：東和美粧
- スチール：木村武司
- 演技事務：森村英次
- 衣裳：岩逧保
- 擬斗：上野隆三
- アームス・テクニカル・アドバイザー：トビー・門口、トニー・村添

## 出演
- 島谷良一：高倉健
- 仁木克子：梶芽衣子
- エリ：中村英子
- 中川務：成田三樹夫
- 松田初治：郷鍈治
- 船岡健二：夏八木勲
- 関口功：小池朝雄
- 権藤猛：今井健二
- 永井辰吉：内田朝雄
- 大場泰司：林彰太郎
- 文房具屋：沢彰謙
- 大西：有川正治
- 克子の父：北沢彪
- 先生：北村英三
- 宇野：川谷拓三
- 関口組組員：阿波地大輔
- 野口勇：舟橋竜次
- 植村：成瀬正孝
- 露天商：鈴木康弘
- 親分：堀正夫
- 松田組組員：岩尾正隆
- 谷：野口貴史
- 組長：高並功
- 関口組組員：福本清三
- 石川：北川俊夫
- 藤島：宮城幸生
- 永井組組員：唐沢民賢
- 親分：島田秀雄
- 克子の母：東龍子
- 里江：丸平峰子
- 芸者：林三恵
- 井上：青木卓司
- 松田組組員：友金敏郎、矢部義章
- 関口組組員：西山清孝
- 松田組組員：鳥巣哲生
- 関口組組員：松田利夫
- 芸者：ダーリン・ヒサシマ
- 山田：土橋勇
- 永井組組員：笹木俊志、森源太郎、木谷邦臣
- 武志[注釈 2]：田中邦衛
- 善さん[注釈 3]：南利明
- 芸者連れの客：笑福亭仁鶴
- よね：三益愛子
- 湯浅正一：辰巳柳太郎
- 栗田光男：安藤昇

## 製作

### 企画
1973年の実録路線の抬頭で、岡田茂東映社長が任侠路線を打ち切って、急速に実録路線への転換を進めようとしたため、純"任侠映画"にこだわる俊藤浩滋プロデューサーと揉め、東映のお家騒動が起きた（海軍横須賀刑務所#製作を参照）。結局表面上の手打ちがなされ、俊藤が東映映画事業部参与・事業部長補佐に就任した。1973年3月18日に東映本社で、今後の東映の製作方針についての記者会見があり、この席で俊藤参与が「最近の任侠ものはマンネリ化して興行的にも落ち目という噂があるが、これは作り方次第であってもっと明るいものにすれば、まだまだいけると思う。そういう意味では秋には『日本任侠史』（『現代任侠史』、脚本橋本忍）を製作して、同シリーズ（任侠路線）の巻き返しを計りたい」などと話した。
1973年の東映は正月第二弾映画『仁義なき戦い』の予想外の大ヒットで、1973年に当初は全く製作予定のなかった実録映画 、『仁義なき戦い』の続編、『山口組三代目』『実録 私設銀座警察』、安藤組の続編などを、どんどんラインナップに入れ、またそれらのロングランもあり、この1973年に"実録の東映"、というイメージを作り上げたが、この影響で岡田が春先に話していた『実録連合赤軍』など、予定した映画が延期されたり、製作中止された。しかし本作は公開日に関しては予定通り製作された。

### 監督
監督の石井輝男は同時期に製作の始まった『海軍横須賀刑務所』で勝新太郎とコンビを組む予定だったが、クランクイン直前に俊藤が石井を訪ねてきて、「高倉があなたと一緒にやりたいと言っているから『現代任侠史』の方に監督を替わってくれ」と石井に言った。石井は勝と仕事をするのに気が乗らなかったため、渡りに船とばかりに橋本忍の脚本もろくに読まずに『現代任侠史』の監督に代わり、『海軍横須賀刑務所』の監督は山下耕作になった。『現代任侠史』は『海軍横須賀刑務所』（東映東京撮影所製作）の製作会見があった1973年9月19日（水曜日）の三日後、1973年9月22日（土曜日）に東映京都でクランクインした。クランクイン時のタイトルもまだ『現代任侠史』でなく『日本任侠史』だった。

### 脚本
石井は橋本の脚本をろくに読まずに監督を引き受けたため、ホンをちゃんと読むと理解できない箇所があり、橋本に会って質問した。まず冒頭でやくざの高倉がアメリカから帰って来るが、英語がペラペラという設定。不思議だなあと思い、橋本に「何故ですか」と聞いたら橋本は「『人間革命』は舛ちゃん（舛田利雄）がぼくが300枚書いたホンをうまくまとめてくれた」などと話し、石井の質問をはぐらかし、ちゃんと質問に答えてくれなかったという。石井は分からないことばかりでホンを直しながら撮った。

### キャスティング
高倉健と安藤昇は四作品で共演済みだが、梶芽衣子は二人とは初共演。梶は当たり役「女囚さそりシリーズ」でブレイク直後だったが、ハミ出した女性像を演じたさそりとは一転、短大卒のルポライター役で、女優としてさらにひと回り大きくなれるか試金石と見られた。あまりの方向転換に梶は、「何だか初めて映画に出る感じ。お二人の間に入ると緊張でヒザがガクガクします」と話した。安藤昇は『網走番外地 吹雪の斗争』で石井監督と揉め、帰ったことがあったが、嵐寛寿郎が「安藤はええ男ですから」と盛んに推薦するので、石井の方から「出てください」と安藤に頼み、安藤は気持ちよく出演を快諾し、以降は仲良しになったという。
また『冬の華』は、一部キャストに本作との重複が見られる。主役・高倉健、田中邦衛、夏八木勲、小池朝雄、今井健二、林彰太郎、岩尾正隆、青木卓など。

### 撮影
鹿島茂は本作の撮影を見学し、「ヤクザ映画をつくっている人間のほうが、実際のヤクザ以上にヤクザっぽかった」と感想を述べている。

## 宣伝

### キャッチコピー
親父さん‥‥この刀 抜かしてもらいます！ 残侠高倉！ 現代暴力 〈組織大改革〉の渦中にドスを抜く！。

## 作品の評価

### 興行成績
『人間革命』（東宝）と同じ橋本忍脚本で、大当たりするのではないかという前評判もあり、岡田茂社長の仕掛けた実録路線も大当たりを続け、映画部門が東映創立以来の好成績も予想され、お荷物のプロ野球も手放し、動画の整理も一段落し、岡田社長も「水漏れがなくなった」と喜んでいたところだったが、ヒットしなかったとされる。滝沢一は「高倉健は『山口組三代目』は作品自体が話題性をもって大ヒットしたが、『現代任侠史』になると吸引力が落ちていることがはっきりした」と評した。

### 批評家評
1977年の文献に「東映任侠路線は、昭和38年の『人生劇場 飛車角』をもってその始まりとされ、終焉を告げたのは『現代任侠史』である」と書かれている。